# 代家嘴遺址
代家嘴遺址位於四川省華鎣市，文物遺址年代判定為新石器時代至商。2012年7月16日公佈為第八批四川省文物保護單位。

## 簡介[2]
代家嘴遺址位於四川省華鎣市明月鎮竹河村四組渠江東北面（左岸）一級臺地。面積約2000平方公尺（南北50公尺，東西40公尺）。經試掘，發現文化層（灰色砂土，堆積達100公釐），主要有繩紋夾粗砂褐、灰色陶片、陶網墜、人工明顯有打磨痕跡的礫石等物。經初步認定為新石器至夏商文化遺址。